# Samarone Marinho
Samarone Carvalho Marinho (* 20. Jahrhundert) ist ein brasilianischer Sozialwissenschaftler. 
Marinho promovierte 2010 an der Universität von São Paulo mit einer Arbeit über Wahrnehmungsgeographie. Er war Universitätsprofessor in Kap Verden und lehrt heute an der Bundesuniversität Maranhão. Er veröffentlichte Gedichtzyklen und Literaturkritik bei 7Letras. In seiner Forschungsarbeit untersucht er die Einflüsse von Entwicklungspolitik auf die lokale Bevölkerung in Kap Verden und Maranhão.

## Werke (Auswahl)
- Atrás da vidraça. Gedichte, 2011. (Auszug in der Zeitschrift Zagaia)
- Incêndios. Gedichte, 2013.
- Cão infância. Gedichte, 2014.
- Manoel ama lembrar. Literaturkritik zu Manoel de Barros, 2014.
- Rua sem nome, contos mínimos. Erzählungen, 2017.
- Ser quando. Gedichte, 2017.
- Beco da vida, contos mínimos. Erzählungen, 2019.